# Ammannia
- Commons
- Wikispecies

Ammannia L. é um género botânico pertencente à família Lythraceae. Também conhecida como Hastes Vermelhas.

## Sinonímia
- Amannia Blume
- Ammanella Miq.
- Cornelia Ard.
- Hionanthera A. Fern. & Diniz

## Espécies
| - Ammannia auriculata - Ammannia baccifera - Ammannia coccinea - - Ammannia gracilis - Ammannia koehnei | - Ammannia latifolia - Ammannia multiflora - Ammannia robusta - Ammannia senegalensis - Ammannia verticellata |

- Lista completa

## Classificação do gênero
| Sistema | Classificação                      | Referência               |
| ------- | ---------------------------------- | ------------------------ |
| Linné   | Classe Tetrandria, ordem Monogynia | Species plantarum (1753) |